# Escobaria
Escobaria es un género de pequeños cactus nativos del sur y oeste de Canadá hasta el norte de México. El género comprende 23 especies.

## Descripción
La Escobaria tiene forma globosa o cilíndrica con glándulas que segregan néctar, estando las costillas ausentes y desarrollándose como tubérculos y siendo caducos. Las flores aparecen en primavera y tienen gran variedad de colores, mientras que los frutos son siempre rojos. 

## Taxonomía
Escobaria fue definida por Nathaniel Britton y Joseph Rose en su libro The Cactaceae (1923); nombraron el género en honor de Rómulo Escobar Zerman (1882–1946) y Numa Pompilio Escobar Zerman (1874–1949). Los cactus de este género son similares a Coryphantha y Mammillaria. Dos especies fueron trasladadas recientemente a Acharagma.

## Especies
- Escobaria albicolumnaria Hester 1941
- Escobaria alversonii
- Escobaria chihuahuensis
- Escobaria cubensis
- Escobaria dasyacantha
- Escobaria deserti
- Escobaria duncanii
- Escobaria emskoetteriana
- Escobaria guadalupensis
- Escobaria hesteri
- Escobaria laredoi
- Escobaria lloydii
- Escobaria minima
- Escobaria missouriensis
- Escobaria orcuttii
- Escobaria organensis
- Escobaria robinsorum
- Escobaria sandbergii
- Escobaria sneedii
- Escobaria tuberculosa
- Escobaria villardii
- Escobaria vivipara
- Escobaria zilziana
- etc.

## Sinonimia
- Cochiseia W.H.Earle
- Escobesseya Hester
- Fobea Fric (nom. inval.)
- Neobesseya Britton & Rose